# Erikstorpasjön
Erikstorpasjön är en sjö i Götene kommun i Västergötland och ingår i Göta älvs huvudavrinningsområde. Sjön ligger vid gården Lilla Erikstorp. Sjön är omgiven av våtmark och skog. Markerna mot Lilla Erikstorp består av en ekhage med grova ekar, oxlar och lönnar och en allé med grova träd med håligheter i stammarna med kryptogamsamhällen.

## Galleri

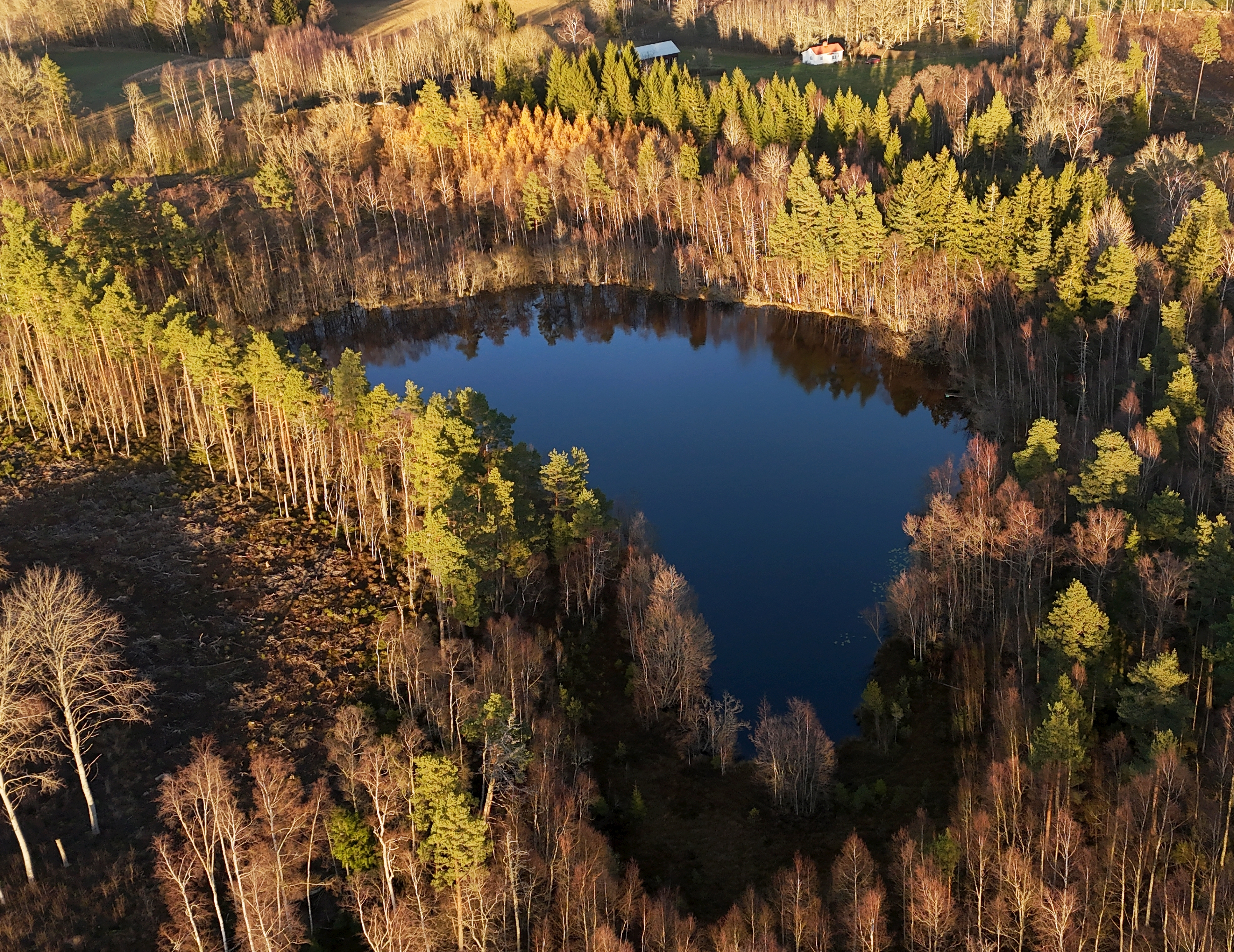